# Dracaena braunii
Dracaena braunii är en sparrisväxtart som beskrevs av Adolf Engler. Dracaena braunii ingår i släktet dracenor, och familjen sparrisväxter. Inga underarter finns listade i Catalogue of Life.

## Bildgalleri

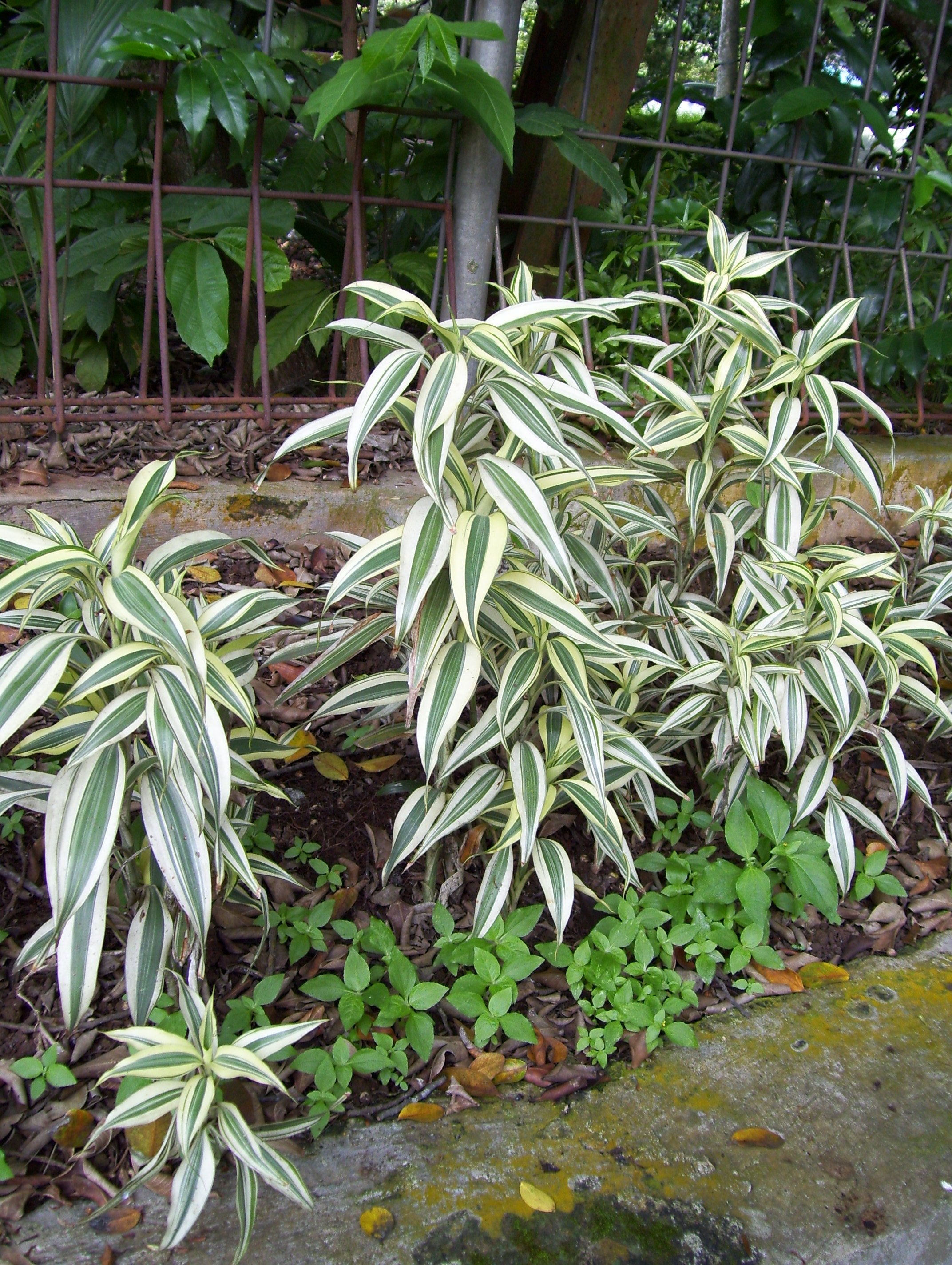
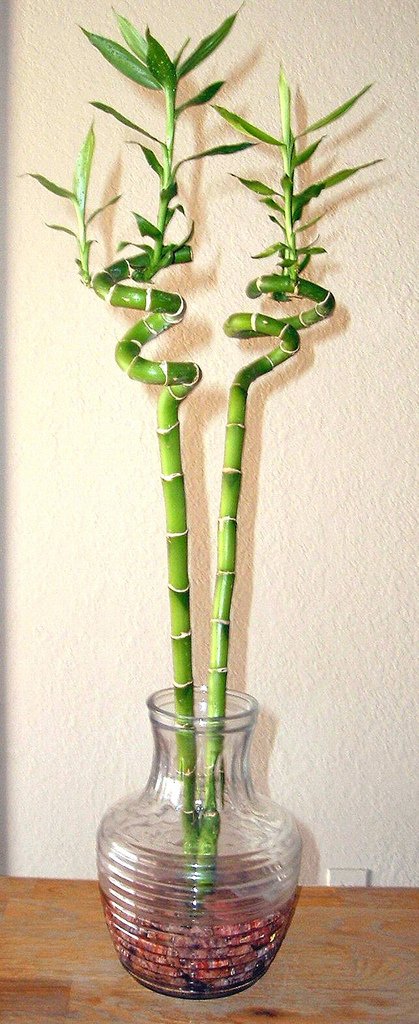
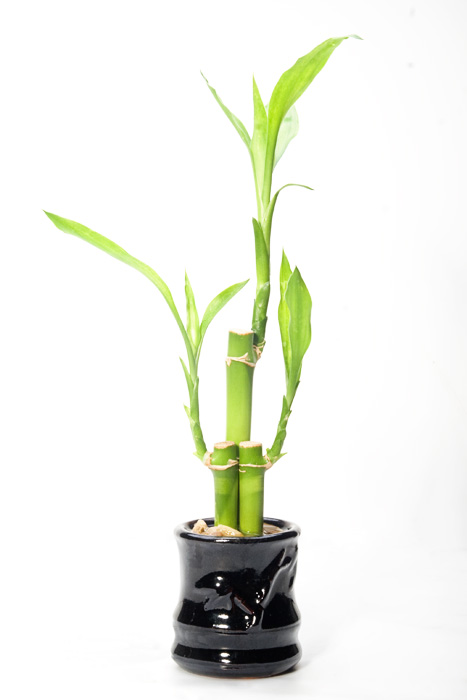
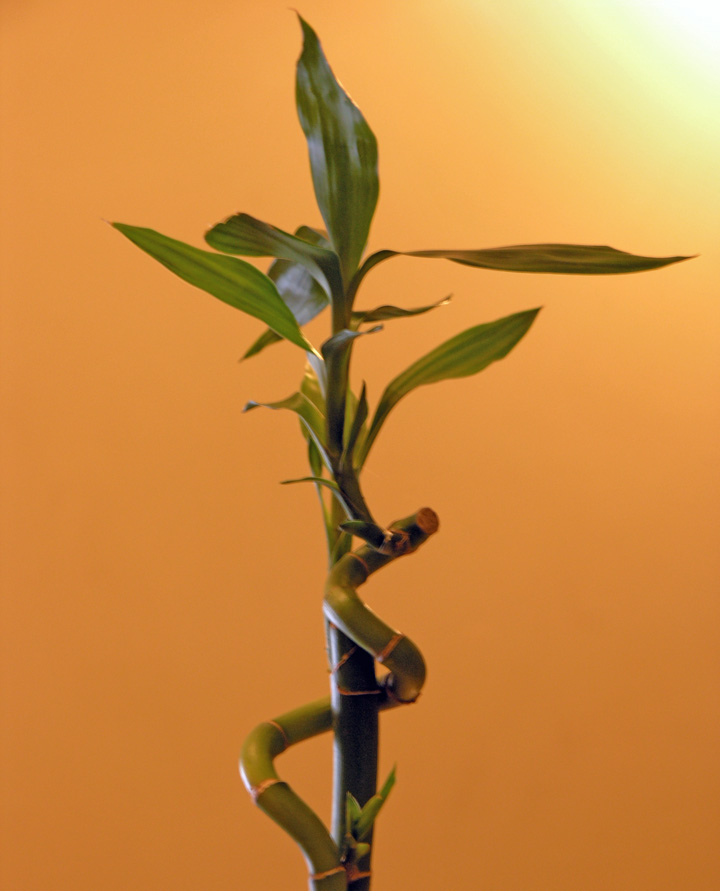
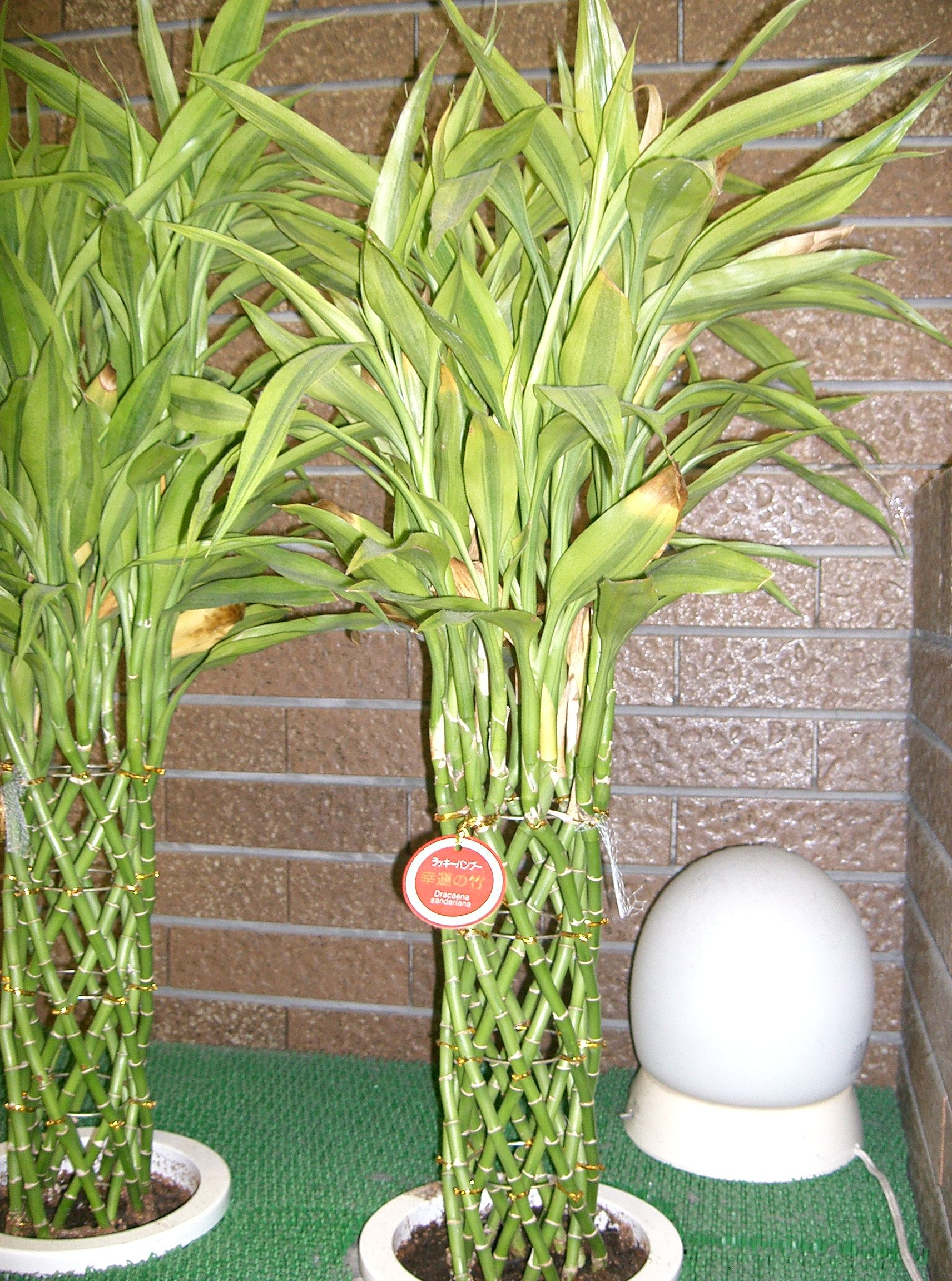
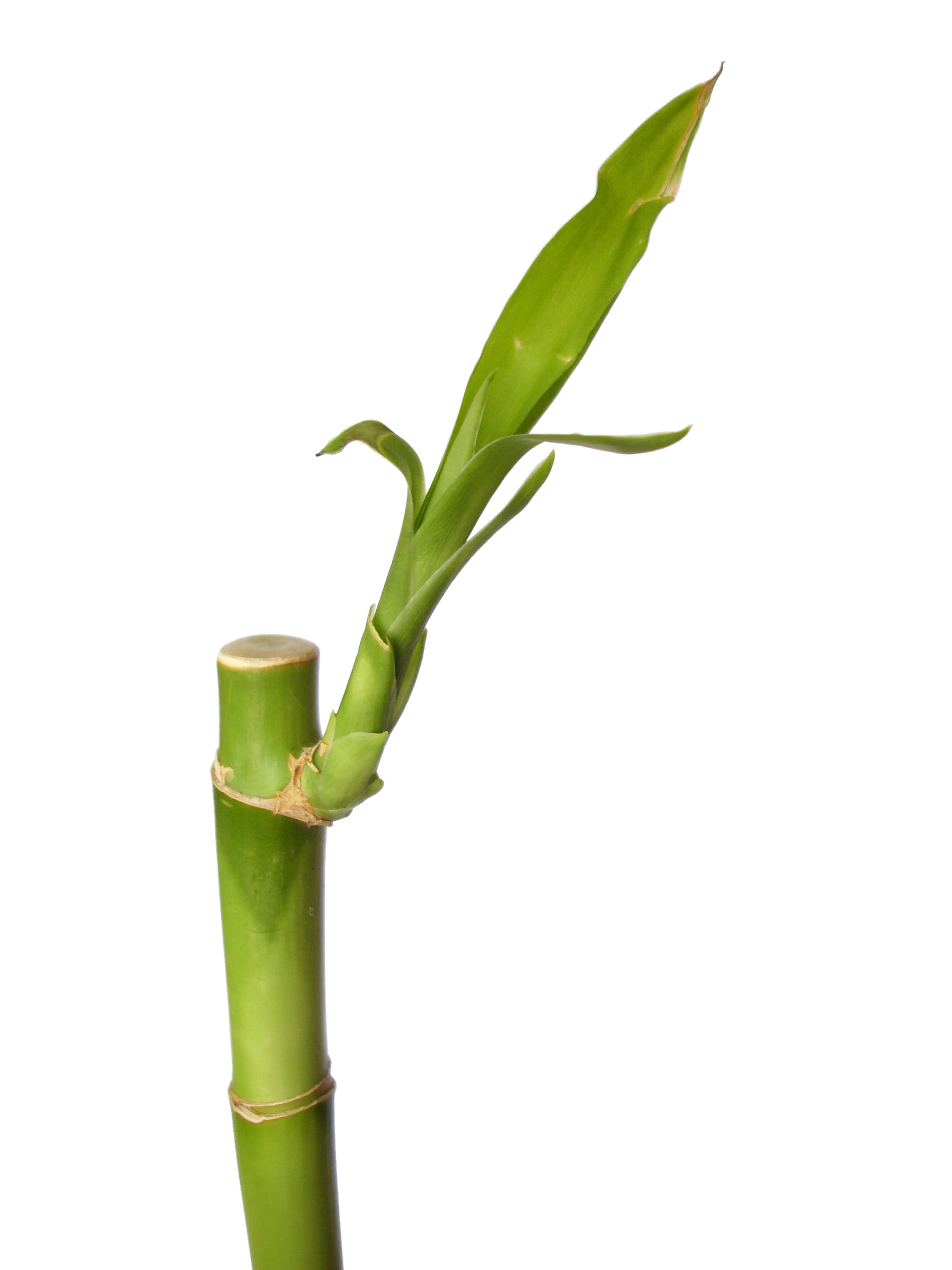